# Chelsea Bond
Chelsea Lee Bond (* vor 1992) ist eine Schauspielerin.

## Leben
Bond hatte 1992 ihren ersten Fernsehauftritt in der Serie California Dreams. Weitere Auftritte in Fernsehserien folgten, wie etwa in Star Trek: Enterprise (2001), CSI: Den Tätern auf der Spur  (2004) und Prescriptions (2006).
Filme, in denen sie auftrat, sind unter anderem Nice Guys Sleep Alone (1999), Max Keebles großer Plan (2001) und Super süß und super sexy (2002).

## Filmografie
- 1992: California Dreams (Fernsehserie, eine Folge)
- 1996: Sweet Valley High (Fernsehserie, eine Folge)
- 1999: Nice Guys Sleep Alone
- 2000: M.Y.O.B. (Fernsehserie, eine Folge)
- 2001: Star Trek: Enterprise (Enterprise, Fernsehserie, eine Folge)
- 2001: Max Keebles großer Plan (Max Keeble's Big Move)
- 2001: Strong Medicine: Zwei Ärztinnen wie Feuer und Eis (Strong Medicine, Fernsehserie, eine Folge)
- 2002: Super süß und super sexy (The Sweetest Thing)
- 2002: Frank McKlusky – Mann für besondere Fälle (Frank McKlusky, C.I.)
- 2004: CSI: Den Tätern auf der Spur (CSI: Crime Scene Investigation, Fernsehserie, eine Folge)
- 2004: Mission: Possible – Diese Kids sind nicht zu fassen! (Catch That Kid)
- 2006: Prescriptions (Fernsehserie, eine Folge)